# Karin Tidbeck
Karin Margareta Tidbeck, född 6 april 1979 i Stockholm, är en svensk författare. Hen debuterade 2010 med fantasynovellsamlingen Vem är Arvid Pekon?. Den engelskspråkiga novellsamlingen Jagannath (2012) med starka inslag av science fiction har blivit prisbelönt och uppmärksammad i amerikanska media.
Tidbeck använder könsneutrala personliga pronomen.

## Utmärkelser
- Jagannath tilldelades Crawfordpriset 2013.[9]